# جمهوری داهومی
جمهوری داهومی (فرانسوی: République du Dahomey‎)، که به سادگی به نام داهومی نیز شناخته می‌شود، در ۴ دسامبر ۱۹۵۸ به عنوان یک مستعمره خودگردان در جامعه فرانسه تأسیس شد. داهومی فرانسه پیش از دستیابی به خودمختاری بخشی از اتحادیه فرانسه بود. این کشور در ۱ اوت ۱۹۶۰ به استقلال کامل از فرانسه دست یافت.
در سال ۱۹۷۵، این کشور در پی خلیج بنین (که نام خود را از امپراتوری بنین که مقر قدرت آن در شهر بنین در نیجریه امروزی بود، گرفته بود) به بنین تغییر نام داد، زیرا «بنین» از نظر سیاسی برای همه اقوام موجود در کشور بی‌طرف تلقی می‌شد در حالی که «داهومی» نام پادشاهی داهومی بود که قوم فون بنا کرده بودند.